# Iré-les-Près
Iré-les-Près is een Franse plaats in in de gemeente Montmédy het departement Meuse in de regio Grand Est.

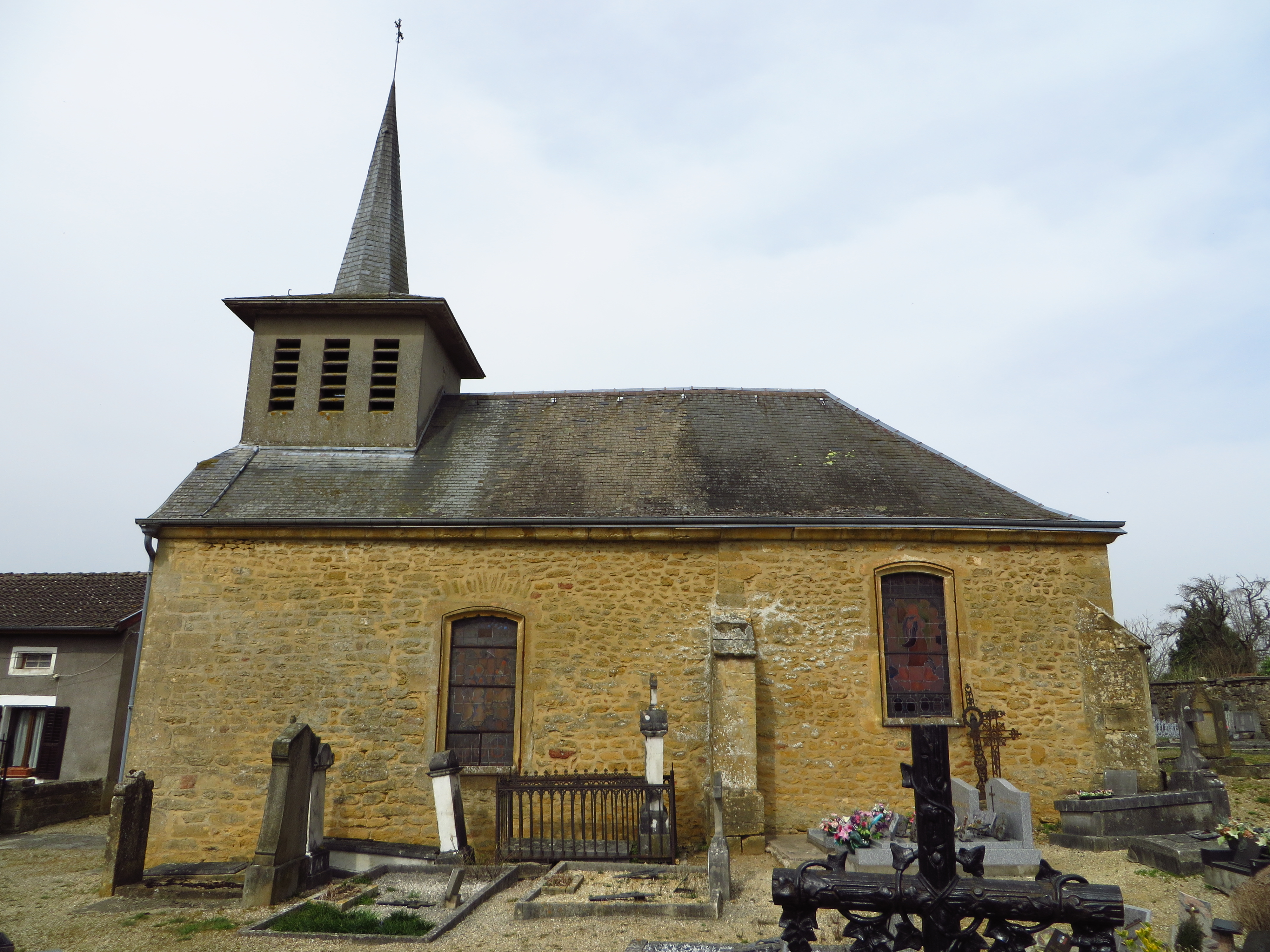

Montmédy · Montmédy-Haut · Fresnois · Iré-les-Près · Tivoli